# 필라레트 (데니센코)

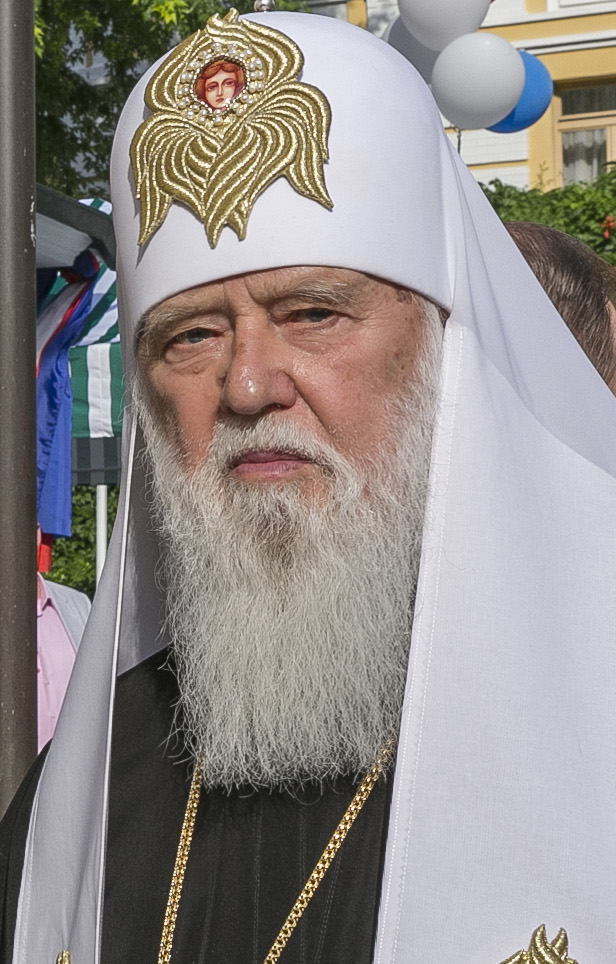
필라레트 총대주교

필라레트(우크라이나어: Філарет, 1929년 1월 23일 ~ )는 우크라이나에서 가장 큰 기독교 교단인 키이우 총대교구 우크라이나 정교회의 수좌주교를 역임한 인물이다. 본명은 미하일로 안토노비치 데니센코(우크라이나어: Михайло Антонович Денисенко)이며, 공식 칭호는 키이우 및 전 루시-우크라이나 총대주교 필라레트 성하(우크라이나어: Святіший Патріарх Київський і всієї Руси-України Філарет 스뱌티시 파트리아르흐 키이우스키 이 우시예이 루시우크라이니 필라레트[*])이다.

## 경력
미하일로 데니센코는 우크라이나 동부 도네츠크주 암브로시이우스키구(Амвросіївський)의 한 노동자 가정에서 태어났다. 오데사 신학교와 모스크바 신학원에서 신학 교육을 받았으며, 모스크바 신학원 재학 당시 훗날 모스크바 총대주교 알렉시 1세와 가까운 관계가 되었다. 1950년에 수도서원하여 필라레트(Филарет)라는 수도명을 명명받았다. 1950년 1월에는 수도보제에 서품되었고, 1951년 6월 18일에는 수도사제에 서품되었다.
신학교 졸업 이후에는 모스크바 신학원에 머물러 1952년부터 교수로 교편을 잡고 모스크바 신학원 총장의 상급 보좌를 맡았다. 1956년에는 사라토프 신학교 학장으로 임명되었으며, 1957년에는 키이우 신학원의 총장으로 임명되었다. 1962년 2월 4일에는 피멘 1세 모스크바 총대주교로부터 주교로 서품되었고, 1992년까지 러시아 정교회의 주교직을 역임하였다.
1995년 10월에 다른 정교회들의 동의 없이 독단적으로 키이우 총대교구 우크라이나 정교회의 총대주교좌에 착좌했다. 2018년 12월 15일에 콘스탄티누폴리스 총대주교의 승인으로 우크라이나 정교회 키이우 총대교구와 우크라이나 독립 정교회가 통합하여 신생 우크라이나의 정교회(OCU)가 발족하였다. 콘스탄티누폴리스 총대주교에 의하여 예피파니 두멘코 관구장주교가 통합 우크라이나의 정교회의 신임 수좌주교로 선임됨에 따라 총대주교직에서 이임되어 신생 우크라이나의 정교회의 명예 총대주교가 되었다.

## 같이 보기
- 콘스탄티노폴리스 총대주교청
- 우크라이나 정교회
- 예피파니 두멘코